# Nica Noelle
Nica Noelle és el nom artístic d'una empresària estatunidenca, actriu porno, directora de cinema pornogràfic, i escriptora. Els seus assajos han aparegut en la web Salon.com, en la revista digital Huffington Post, i en la revista eròtica Hustler. És cofundadora dels estudis de cinema per a adults: Sweetheart Video, Sweet Sinner, Sweet Sinema, Girl Candy Films, Rock Candy Films, Hot Candy Films i TransRomantic Films.

## Biografia

### Carrera com a intèrpret
Noelle va començar la seva carrera als 19 anys, treballant a la ciutat de Nova York. Després, es va convertir en columnista de revistes per a adults, però aviat es va canviar al porno després de començar a escriure per a revistes com $pread.

### Carrera com a directora
Després d'interpretar en algunes escenes per a l'estudi de pornografia lèsbica Girlfriends Films, Noelle i la distribuïdora Mile High Media (una companyia de producció i distribució de pel·lícules per a adults) van fundar la companyia rival de pornografia lèsbica Sweetheart Video, la marca de films heterosexuals Sweet Sinner i la marca Sweet Sinema.
Fins a Novembre de 2011, Noelle va ser l'única escriptora i directora de cada film de cadascuna d'aquestes companyies. Cadascuna de les produccions dels estudis es distribueix a través de la distribuïdora Mile High Media. Noelle va rebre una nominació al premi AVN com a Directora de l'any el 2010.
El 2011, Noelle va començar a dirigir la llavors nova companyia de Mile High Media, Sweet Sinema. No obstant això, va renunciar a Mile High Media al novembre per signar un nou acord per crear noves marques pornogràfiques com: Girl Candy Films (sexe lèsbic), Hard Candy Films (sexe en directe), Rock Candy Films (porno gai) i TransRomantic Films (porno transgénero). Hard Candy Films ha passat a cridar-se Hot Candy Films. Noelle també ha escrit sobre la seva carrera, en el seu blog en la revista digital Huffington Post i a la web Salon.com.

### Vida personal
Noelle és irlandesa i gal·lesa pel costat matern, i danesa i italiana pel costat patern. Noelle es considera bisexual i té un fill.